# 成田清
成田 清（なりた きよし、1947年4月1日 - ）は、日本の弁護士（成田・長谷川法律事務所）。元愛知県弁護士会会長。愛知県名古屋市出身。日本弁護士連合会副会長、中部弁護士会連合会理事長等を歴任し、1999年から始まった司法制度改革においては、制度設計に関わった。

## 経歴
- 1965年 愛知県立旭丘高校卒業
- 1965年 名古屋大学法学部法律学科入学
- 1968年 司法試験合格
- 1969年 名古屋大学法学部法律学科卒業
- 1969年 最高裁判所司法研修所入所（23期）
- 1971年 弁護士登録・名古屋弁護士会（のち愛知県弁護士会：2005年に改称）入会
- 1981年 名古屋弁護士会（のち愛知県弁護士会）副会長
- 2002年 名古屋弁護士会（のち愛知県弁護士会）会長
- 2002年 日本弁護士連合会副会長
- 2003年 中部弁護士会連合会理事長
- 2020年 旭日中綬章受章[1]

## 著書
- 『新民事訴訟法改正のポイント』（共著）
- 『注釈民事再生法』（共著）
- 『民事再生法Q&A』（共著）
- 『Q&A病院医院歯科医院の法律実務』（共著）